# Rhipidomys
Rhipidomys là một chi động vật có vú trong họ Cricetidae, bộ Gặm nhấm. Chi này được Tschudi miêu tả năm 1845. Loài điển hình của chi này là Hesperomys leucodactylus Tschudi, 1845.

## Các loài
Chi này gồm các loài: